# 杨笑祥
杨笑祥（1961年11月—），安徽枞阳人，中国人民解放军中将。
曾任南京军区政治部干部部部长、陆军第1集团军第1师政委、第12集团军政治部主任。2015年3月，任江西省军区政治委员。2017年12月，增补为中共江西省委常委。2018年10月，调任浙江省军区政治委员。2019年12月，升任战略支援部队纪委书记。2024年4月，调入军事科学院任职。
2012年6月，晋升少将军衔。2019年12月，晋升中将军衔。